# L'Assiette brésilienne
L'Assiette brésilienne est une série télévisée documentaire franco-brésilienne présentée par Bel Coelho et diffusée du 2 au 20 juin 2014 sur Arte. Elle est ensuite rediffusée sur TV5 Monde.

## Synopsis
La jeune chef étoilée brésilienne Bel Coelho parcourt son pays natal à la découverte des secrets gastronomiques. 

## Épisodes
| Épisode | Titre                                           | Première diffusion |
| ------- | ----------------------------------------------- | ------------------ |
| 1       | Les trésors de l'Amazonie                       | 2 juin 2014        |
| 2       | La cuisine de la mer de Florianópolis           | 2 juin 2014        |
| 3       | La cuisine africaine de Bahia                   | 3 juin 2014        |
| 4       | La cuisine créative de Sertão                   | 3 juin 2014        |
| 5       | Les desserts du Pernambouc                      | 4 juin 2014        |
| 6       | La cuisine exotique du Pantanal                 | 4 juin 2014        |
| 7       | La cuisine du Cerrado                           | 5 juin 2014        |
| 8       | Belém : la cuisine de la forêt                  | 5 juin 2014        |
| 9       | Le Japon à São Paulo                            | 6 juin 2014        |
| 10      | La fête du maïs à Caruaru                       | 6 juin 2014        |
| 11      | La cuisine des Gauchos                          | 9 juin 2014        |
| 12      | La cuisine populaire de Rio de Janeiro          | 10 juin 2014       |
| 13      | Petrolina : l'eldorado vert                     | 11 juin 2014       |
| 14      | La cuisine des immigrants italiens et allemands | 12 juin 2014       |
| 15      | L'héritage portugais à Rio de Janeiro           | 13 juin 2014       |
| 16      | São Luís : la cuisine des explorateurs          | 16 juin 2014       |
| 17      | Sudeste : la cuisine du café et du lait         | 17 juin 2014       |
| 18      | La cuisine du Minas Gerais                      | 18 juin 2014       |
| 19      | La cuisine arabe de São Paulo                   | 19 juin 2014       |
| 20      | La cuisine de São Paulo                         | 20 juin 2014       |

## Fiche technique
- Auteurs : Gorka Sistiaga, André Leite da Silva, Frédéric Lepage, Selma Durin-Bitencourt, Jean-Marie Cornuel, etc.
- Réalisateurs : Frédéric Menissier, Jean-Marie Cornuel, etc.
- Musique : Eric Muller et Maurin Zahnd
- Narration : Cécile Andrée
- Durée : 20 x 26 minutes
- Production : Frédéric Lepage, Grégory Schnebelen, Mauricio Dias et Fernando Dias
- Sociétés de production : FL Concepts & Co, Grifa Filmes, Interscoop, Arte France
- Année : 2014